# George W. Faris

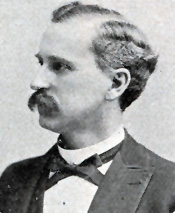
George W. Faris

George Washington Faris (* 9. Juni 1854 bei Rensselaer, Jasper County, Indiana; † 17. April 1914 in Washington, D.C.) war ein US-amerikanischer Politiker. Zwischen 1895 und 1901 vertrat er den Bundesstaat Indiana im US-Repräsentantenhaus.

## Werdegang
George Faris besuchte die öffentlichen Schulen seiner Heimat und studierte danach bis 1877 an der Asbury University in Greencastle, aus der später die DePauw University hervorging. Nach einem Jurastudium und seiner im Jahr 1877 erfolgten Zulassung als Rechtsanwalt begann er in Indianapolis in diesem Beruf zu arbeiten. 1880 verlegte er seinen Wohnsitz und seine Kanzlei nach Terre Haute. Dort begann er als Mitglied der Republikanischen Partei eine politische Laufbahn. Im Jahr 1884 bewarb er sich erfolglos um eine Stelle als Bezirksrichter.
Bei den Kongresswahlen des Jahres 1894 wurde Faris im achten Wahlbezirk von Indiana in das US-Repräsentantenhaus in Washington gewählt, wo er am 4. März 1895 die Nachfolge von Elijah V. Brookshire antrat. Nach zwei Wiederwahlen konnte er bis zum 3. März 1901 drei Legislaturperioden im Kongress absolvieren. Seit 1897 vertrat er dort als Nachfolger von Jesse Overstreet den fünften Distrikt seines Staates. In seine Zeit als Kongressabgeordneter fiel der Spanisch-Amerikanische Krieg von 1898.
Im Jahr 1900 verzichtete George Faris auf eine weitere Kongresskandidatur. Nach seinem Ausscheiden aus dem US-Repräsentantenhaus praktizierte er zunächst wieder als Anwalt in Terre Haute. Er zog aber schon bald in die Bundeshauptstadt Washington, wo er seine juristische Tätigkeit fortsetzte. Dort ist er am 17. April 1914 auch verstorben. Er wurde in Terre Haute beigesetzt.